# 貝克爾斯
貝克爾斯（Beccles）是英國英格蘭薩福克郡的一個集鎮和民政教區，位於查令十字東北98英里（158），諾維奇東南16英里（26），伊普斯維奇東北33英里（53）。2011年人口普查時，貝克爾斯有人口10,123人。

## 外部連結
- .  3 (第11版). London. 1911.